# Міжнародний інститут прикладного системного аналізу

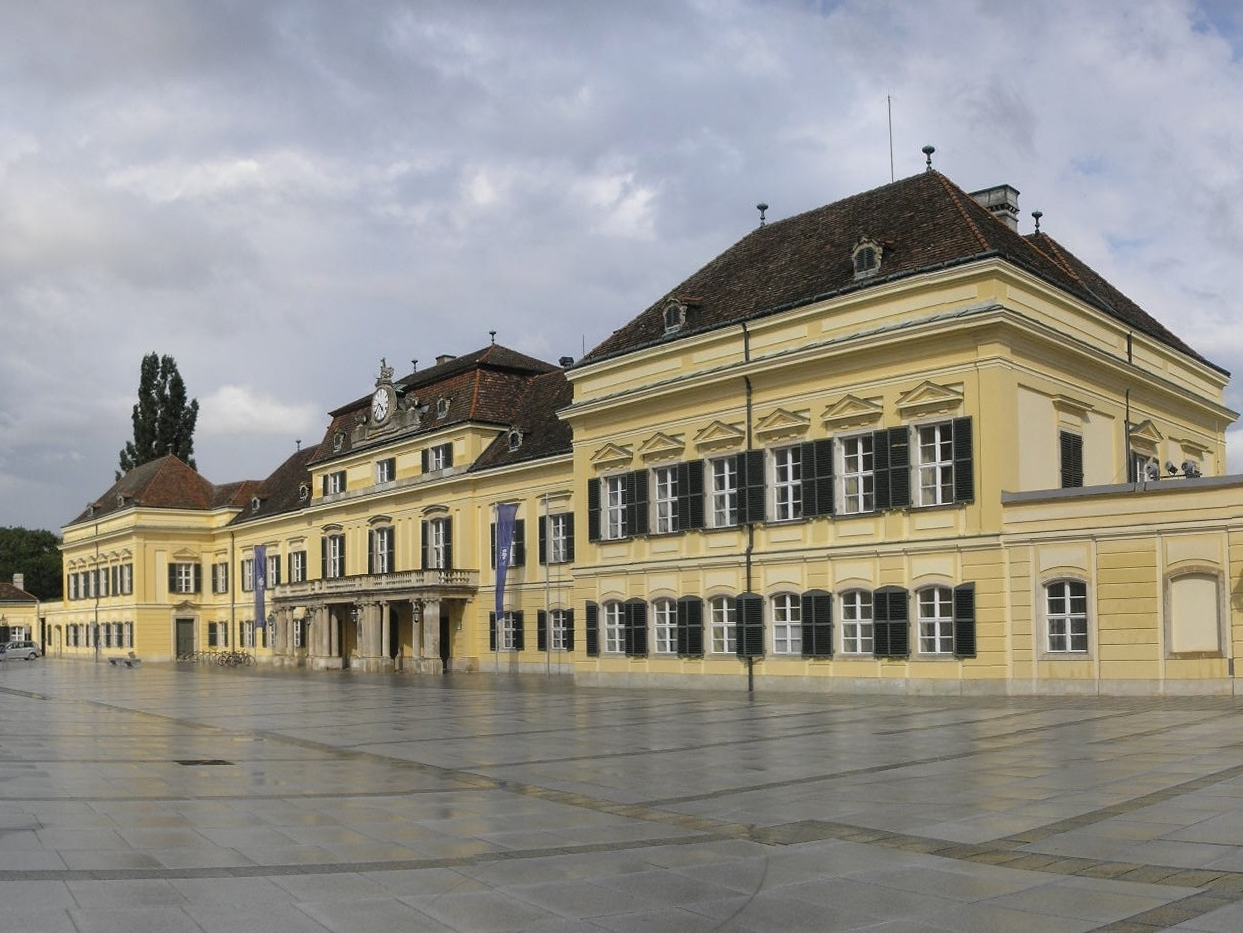
Лаксенбурзький замок під Віднем, де розташований інститут.

Міжнаро́дний інститу́т прикладно́го систе́много ана́лізу (МІПСА), створений в 1972 році, розташований в Лаксенбурзі, біля Відня. Його засновниками в жовтні 1972 року стали США і Радянський Союз. Пізніше приєдналися Австрія, Бразилія, Китай, Єгипет, Фінляндія, Німеччина, Індія, Індонезія, Республіка Корея, Малайзія, Норвегія, Пакистан, ПАР, Швеція, Україна, Японія.
У Радянському Союзі 4 червня 1976 р. — як радянський філія Міжнародного інституту прикладного системного аналізу був організований Всесоюзний науково-дослідний інститут системних досліджень (ВНДІСІ, нині Інститут системного аналізу РАН).
У МІПСА працює близько 100 вчених з різних країн і багато тимчасових співробітників.
Проводить дослідження з проблем в галузі довкілля, економіки, технології та соціальній сфері. Існує літня школа молодих учених, в якій щорічно бере участь близько 50 молодих людей з усього світу.

## Відомі співробітники
- Гвішіані Джермен Михайлович[ru]
- Єрмольєв Юрій Михайлович
- Кряжимський Аркадій Вікторович[ru]
- Швиденко Анатолій Зіновійович

## Ресурси Інтернету
- Офіційний сайт інституту

| Прапор Австрії | Це незавершена стаття про Австрію. Ви можете допомогти проєкту, виправивши або дописавши її. |